# Kenta Togawa
Kenta Togawa (戸川 健太 Togawa Kenta?, nacido el 23 de junio de 1981 en Tokio) es un exfutbolista japonés. Jugaba de defensa y su último club fue el Fukushima United FC de Japón.

## Trayectoria

### Clubes
| Club                | País  | Año         |
| ------------------- | ----- | ----------- |
| Tokyo Verdy         | Japón | 2004 - 2007 |
| Yokohama FC         | Japón | 2008 - 2010 |
| Gainare Tottori     | Japón | 2011 - 2014 |
| Fukushima United FC | Japón | 2015 - 2016 |

## Estadística de carrera

### J. League
| Club                | Año   | J. League | J. League | Copa J. League | Copa J. League | Total | Total |
| Club                | Año   | Part.     | Goles     | Part.          | Goles          | Part. | Goles |
| ------------------- | ----- | --------- | --------- | -------------- | -------------- | ----- | ----- |
| Tokyo Verdy         | 2004  | 15        | 0         | 7              | 0              | 22    | 0     |
| Tokyo Verdy         | 2005  | 19        | 0         | 6              | 0              | 25    | 0     |
| Tokyo Verdy         | 2006  | 31        | 1         | -              | -              | 31    | 1     |
| Tokyo Verdy         | 2007  | 32        | 1         | -              | -              | 32    | 1     |
| Yokohama FC         | 2008  | 9         | 0         | -              | -              | 9     | 0     |
| Yokohama FC         | 2009  | 28        | 2         | -              | -              | 28    | 2     |
| Yokohama FC         | 2010  | 15        | 1         | -              | -              | 15    | 1     |
| Gainare Tottori     | 2011  | 38        | 3         | -              | -              | 38    | 3     |
| Gainare Tottori     | 2012  | 34        | 2         | -              | -              | 34    | 2     |
| Gainare Tottori     | 2013  | 0         | 0         | -              | -              | 0     | 0     |
| Gainare Tottori     | 2014  | 31        | 1         | -              | -              | 31    | 1     |
| Fukushima United FC | 2015  | 14        | 2         | -              | -              | 14    | 2     |
| Fukushima United FC | 2016  | 15        | 0         | -              | -              | 15    | 0     |
| Total               | Total | 271       | 13        | 13             | 0              | 284   | 13    |

## Palmarés

### Títulos nacionales
| Título             | Club        | País  | Año  |
| ------------------ | ----------- | ----- | ---- |
| Copa del Emperador | Tokyo Verdy | Japón | 2004 |